# David Raksin
David Raksin (* 4. August 1912 in Philadelphia, Pennsylvania; † 9. August 2004 in Van Nuys, Kalifornien) war ein US-amerikanischer Filmkomponist und seit 1956 Dozent für Filmmusik an der UCLA.

## Leben
Raksin war der Sohn von Isidore Raksin, der Musik für Stummfilme komponierte und bei den Aufnahmen als Dirigent fungierte. Sein jüngerer Bruder Ruby Raksin (1917–1979) wurde später ebenfalls Filmkomponist.
David Raksin ging 1935 nach Hollywood, wo er mit Charlie Chaplin am Soundtrack für Moderne Zeiten arbeitete. Er schrieb in seiner langen Karriere die Musik für mehr als 120 Spielfilme und Fernsehserien, insgesamt war Raksin an über 400 Film- und Fernsehproduktionen beteiligt. Eines seiner bekanntesten Werke ist die Titelmelodie des Filmklassikers Laura, der 1944 unter der Regie von Otto Preminger entstand. Für die 1947 entstandene Literaturverfilmung Amber, die große Kurtisane (Forever Amber) schrieb Raksin die Filmmusik, wofür er eine Oscarnominierung erhielt. Für seine Arbeit an der Musik für Getrennt von Tisch und Bett wurde er 1959 ein weiteres Mal für den Oscar nominiert. Ebenfalls erwähnenswert sind der 1952 entstandene Film Stadt der Illusionen sowie der Spätwestern Der Verwegene mit Charlton Heston, der 1968 in die Kinos kam.
Seit 1956 unterrichtete er an der UCLA. Raksin war von 1962 bis 1970 Präsident der Composers and Lyricists Guild of America.
Raksin war zweimal verheiratet, beide Ehe endeten durch Scheidung. Aus seiner ersten Ehe ging die Tochter Valentina Raksin hervor, aus der zweiten Ehe der Pulitzer-Preis-Träger Alex Raksin.

## Ehrungen
Bei der Saturn-Award-Verleihung 1977 erhielt Raksin für sein Lebenswerk eine Sonderauszeichnung. Die American Society of Composers, Authors and Publishers ehrte ihn 1992 für sein Schaffen. Die Society of Composers & Lyricists vergibt jährlich den David Raksin Award for Emerging Talent.

## Filmografie (Auswahl)
- 1941: Roman einer Tänzerin (The Men in Her Life)
- 1943: Something to Shout About
- 1944: Main Street Today (Dokumentarkurzfilm)
- 1944: Laura
- 1944: Belle of the Yukon
- 1945: Mord in der Hochzeitsnacht (Fallen Angel)
- 1947: Das Doppelleben des Herrn Mitty (The Secret Life of Walter Mitty)
- 1947: Amber, die große Kurtisane (Forever Amber)
- 1947: Endspurt (The Homestretch)
- 1948: Eine Dachkammer für zwei (Apartment for Peggy)
- 1948: Die Macht des Bösen (Force of Evil)
- 1948: Rache ohne Gnade (Fury at Furnace Creek)
- 1950: Frau am Abgrund (Whirlpool)
- 1950: Das Raubtier ist los! (The Reformer and the Redhead)
- 1950: The Magnificent Yankee
- 1951: Colorado (Across the Wide Missouri)
- 1950: Der einsame Champion (Right Cross)
- 1951: Der Mann in Schwarz (The Man with a Cloak)
- 1951: Kind Lady
- 1952: Stadt der Illusionen (The Bad and the Beautiful)
- 1952: Pat und Mike (Pat and Mike)
- 1952: Carrie
- 1952: Frau in Weiß (The Girl in White)
- 1952: Madeline (Kurzfilm)
- 1954: Der Attentäter (Suddenly)
- 1954: Massai (Apache)
- 1955: Geheimring 99 (The Big Combo)
- 1956: Eine Handvoll Hoffnung (Bigger Than Life)
- 1956: Die Männer um Hilda Crane (Hilda Crane)
- 1958: Getrennt von Tisch und Bett (Separate Tables)
- 1959: Al Capone
- 1961: Night Tide
- 1962: Zwei Wochen in einer anderen Stadt (Two Weeks in Another Town)
- 1964: Die Heulboje (The Patsy)
- 1964: Treffpunkt für zwei Pistolen (Invitation to a Gunfighter)
- 1966: Höchster Einsatz in Laredo (A Big Hand for the Little Lady)
- 1968: Der Verwegene (Will Penny)
- 1971: Was ist denn bloß mit Helen los? (What’s the Matter with Helen?)
- 1983: The Day After – Der Tag danach (The Day After)